# Dendrocolaptes certhia
El trepatroncos barrado amazónico (Dendrocolaptes certhia), también denominado  trepatroncos barrado (en Colombia), trepatroncos ondeado (en Ecuador), trepador barrado amazónico (en Perú) o trepador barreteado amazónico (en Venezuela), es una especie de ave paseriforme de la familia Furnariidae, dentro de la subfamilia Dendrocolaptinae. Es nativa de la cuenca amazónica y del escudo guayanés en Sudamérica.
El trepatroncos barrado norteño (D. sanctithomae) se incluía anteriormente dentro de esta especie. Por otro lado, algunos autores sostienen que la presente en realidad se trata de múltiples especies separadas.

## Distribución y hábitat
Se distribuye por todo el escudo de las Guayanas, Venezuela, Guyana, Surinam, Guayana francesa y noreste de Brasil, y por toda la cuenca amazónica de Brasil y de los países andinos que rodean la cuenca: Colombia, Venezuela, Ecuador, Perú y Bolivia. Hay una población separada de a unos 1800 km al este de la cuenca amazónica en la costa oriental de Brasil, originalmente en los estados de Paraíba, Pernambuco, Alagoas, y Sergipe en un corredor biológico de 600 km, hoy aparentemente limitado a una única localidad en Alagoas.
Esta especie es considerada de poco común a localmente bastante común en su hábitat natural, el sotobosque de selvas húmedas tropicales y subtropicales de regiones bajas, principalmente de terra firme, por debajo de los 900 metros de altitud.

## Descripción
Mide entre 26 y 28 cm de longitud y pesa entre 62,5 y 73,5 g (el macho) y entre 60 y 79 g (la hembra), la subespecie certhia; y entre 50 y 66 g (el macho) y entre 52 y 71 g (la hembra) la subespecie concolor. El pico es pardo rojizo a rojizo, más rojizo hacia el noreste del continente. En la mayoría de su rango es proeminentemente barrado. El barrado es pardo o hasta negro en la cabeza, dorso y partes inferiores; las alas y la cola de color rufo castaño. En el noreste del continente, las aves muestran menos barrado. Entre el río Madeira y el Tocantins las aves pierden casi completamente el barrado (subespecie concolor) y al este del Tocantins también muestran poco barrado.

## Comportamiento
Frecuentemente es visto forrajeando siguiendo regueros de hormigas guerreras pero también regularmente fuera de estas, a veces acompañan bandadas mixtas de alimentación. Parece ser perezoso, a veces permanece inmóbil por períodos prolongados. Esta especie domina otras especies de trepatroncos y hormigueros menores, pero, por otro lado, es subyugado por trepatroncos de mayor porte o hasta por especies de porte menor pero más agresivas del género Xiphorhynchus.

### Alimentación
Su dieta consiste principalmente de insectos pero también de pequeños vertebrados. Cuando sigue hormigas guerreras las presas son mayormente saltamontes (Acrididae) y cucarachas (Blattodea).

### Reproducción
El nido parece ser tanto una vieja cavidad natural de un árbol o de un pájaro carpintero.

### Vocalización
El canto es una serie rápida de notas silbadas y campanilladas, que caen en tono hacia el final, por ejemplo, «tiutiutiutiutiutiu-tutu-tu-tu». También emite varios cotorreos y gemidos.

## Sistemática

### Descripción original
La especie D. certhia fue descrita por primera vez por el naturalista neerlandés Pieter Boddaert en 1783 bajo el nombre científico Picus certhia; su localidad tipo es: «Cayena».

### Etimología
El nombre genérico masculino «Dendrocolaptes» deriva del griego «δενδροκολαπτης dendrokolaptēs»: pájaro que pica los árboles, que se compone de las palabras «δενδρον dendron»: árbol y «κολαπτω kolaptō»: picar; y el nombre de la especie «certhia», proviene del griego «kerthios»: pequeña ave que hurga en los árboles por insectos.

### Taxonomía
Hasta recientemente la presente especie era considerada conespecífica con Dendrocolaptes sanctithomae, pero fueron separada con base en diferencias de vocalización, comportamentales y morfológicas.
La taxonomía de la presente e especie es compleja y controvertida. La subespecie concolor es tratada por algunos autores como especie separada, pero las evidencia vocales y morfológicas sugieren que se trata de un representante más pálido y menos barrado de la presente; las características de las aves desde el río Tapajós hasta el Tocantins (centro norte de Brasil), descritas como la subespecie ridgwayi, aparentemente representan una introgresión entre las subespecies concolor y medius. La clasificación Aves del Mundo (HBW) no reconoce la subespecie ridgwayi y la incluye en concolor. Las aves del este de Perú mostrando las características de polyzonus pueden apenas reflejar una hibridación entre radiolatus y juruanus, el Congreso Ornitológico Internacional (IOC) no considera a polyzonus como válida y la incluye en juruanus. Un estudio indica que las diferencias genéticas entre radiolatus y concolor son tan grandes o mayores que las existentes con la ya separada D. sanctithomae.
En el reciente estudio de Batista et al. (2013), donde se describió el nuevo taxón D. retentus (como especie separada), se propuso que todas las subespecies (menos polyzonus) sean elevadas a especies plenas (con bases genéticas débiles y aunque los cantos sean aparentemente todos similares), pero tal tratamiento no se justificaría bajo los criterios del «Concepto Biológico de Especie» (BSC). La Propuesta N° 621 al Comité de Clasificación de Sudamérica (SACC) que proponía el reconocimiento de retentus como nueva especie plena y la separación de juruanus, medius, concolor, ridgwayi y radiolatus, fue rechazada debido a la insuficiencia de datos genéticos y vocales, no reuniendo las condiciones establecidas en el «Concepto Biológico de Especie» (BSC). El taxón retentus fue reconocido como nueva subespecie. El Comité Brasileño de Registros Ornitológicos (CBRO) pasó a reconocer todas las especies separadas como válidas, lo que no fue adoptado por las principales clasificaciones.

### Subespecies
Según la clasificación Clements Checklist/eBird v.2019, se reconocen ocho subespecies, con su correspondiente distribución geográfica, y con el nombre común adoptado por el CBRO (en traducción libre):
- Dendrocolaptes (certhia) radiolatus P.L. Sclater & Salvin, 1868 – trepatroncos barrado del Napo; oeste de la Amazonia al norte del río Amazonas, en el sureste de Colombia, noroeste de Brasil (al oeste del río Negro), este de Ecuador y norte y centro de Perú (mayormente a oeste del río Ucayali, hacia el sur hasta Junín).
- Dendrocolaptes certhia certhia (Boddaert, 1783) – norte y noreste de la Amazonia, desde el extremo este de Colombia (este de Guainía), sur y este de Venezuela y las Guayanas hacia el sur hasta el río Amazonas en el norte de Brasil (desde el río Negro hacia el este hasta Amapá).
- Dendrocolaptes (certhia) juruanus H. von Ihering, 1905 – trepatroncos barrado del Juruá; suroeste de la Amazonia al sur del río Amazonas, en el sureste de Perú, oeste de Brasil (hacia el este hasta el río Madeira, al sur hasta el noroeste de Mato Grosso) y norte de Bolivia (Pando, Beni).
- Dendrocolaptes (certhia) concolor Pelzeln, 1868 – trepatroncos concolor; Amazonia brasileña al sur del río Amazonas, desde el Madeira hacia el este hasta el Tocantins, al sur hasta Mato Grosso y norte de Tocantins; también en el extremo noreste de Bolivia (noreste de Santa Cruz).
- Dendrocolaptes (certhia) ridgwayi Hellmayr, 1905 – trepatroncos barrado del Tapajós; este de la Amazonia brasileña, entre los ríos Tapajós y Xingu.
- Dendrocolaptes (certhia) retentus Batista, Aleixo, Vallinoto, Azevedo, Rêgo, Silveira, Sampaio & Schneider, 2013 – trepatroncos barrado del Xingu; interfluvio entre los ríos Xingu y Tocantins en Pará, Brasil.
- Dendrocolaptes (certhia) medius Todd, 1920 – trepatroncos barrado oriental; sureste de la Amazonia desde el río Tocantins al este hasta el noroeste de Maranhão; población aislada en el litoral del noreste brasileño (Pernambuco, Alagoas).
- Dendrocolaptes certhia polyzonus Todd, 1913 – borde suroeste de la Amazonia en el centro de Bolivia (La Paz, Cochabamba, Santa Cruz), posiblemente se extienda al adyacente sureste de Perú.

## Galería

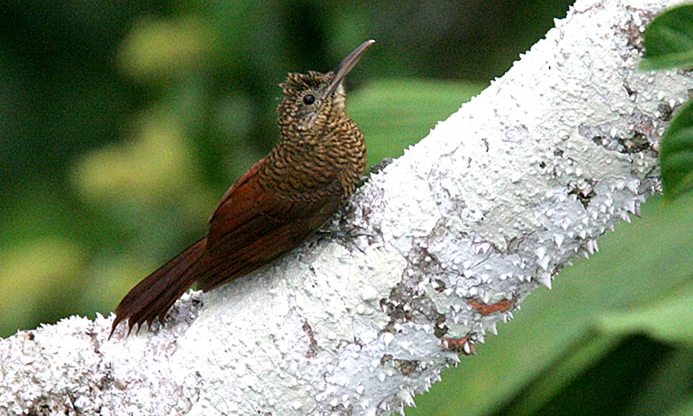
Dendrocolaptes certhia radiolatus, Ecuador.
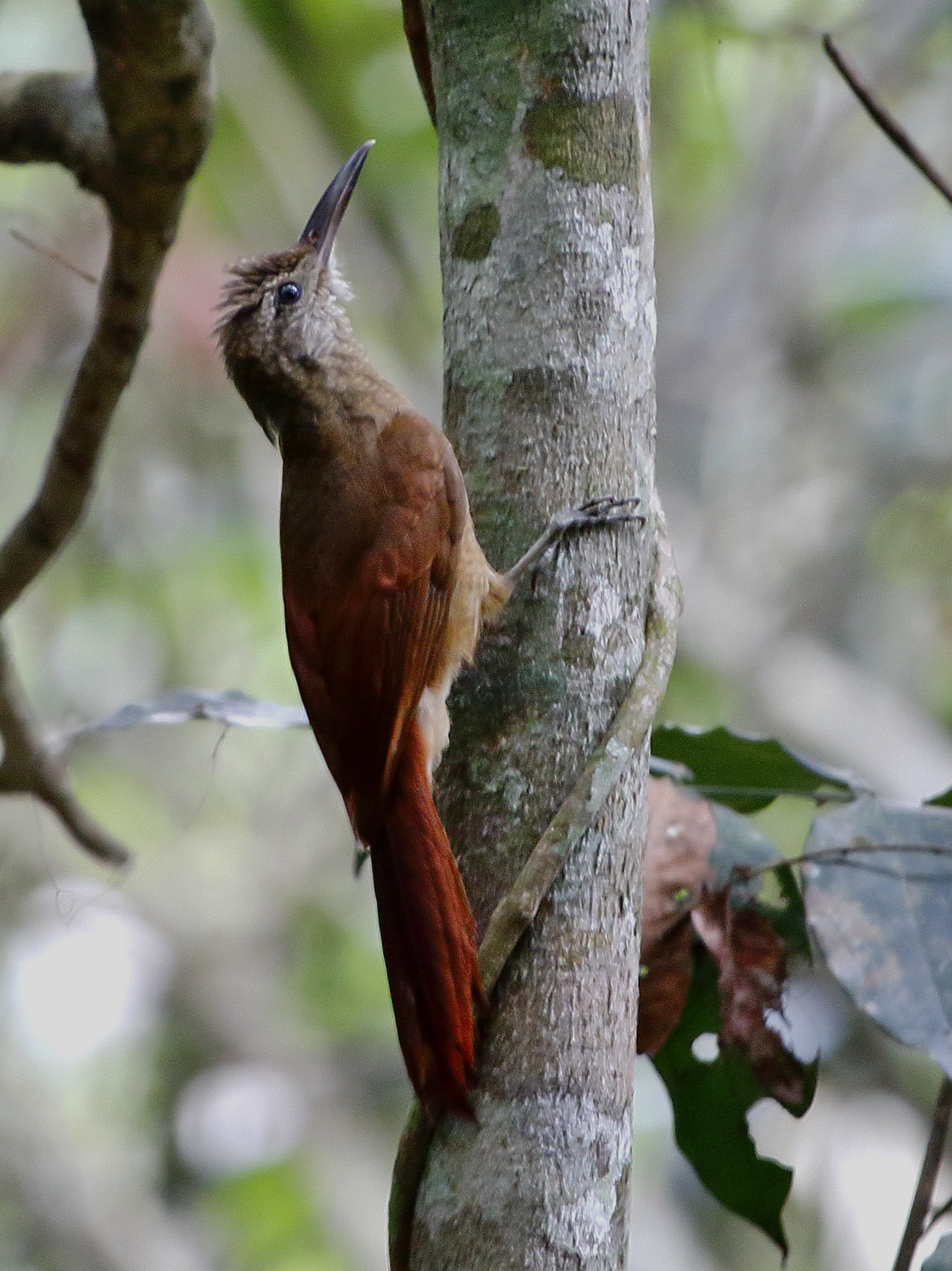
Dendrocolaptes certhia retentus, Foresta Nacional de Carajás, Pará, Brasil.
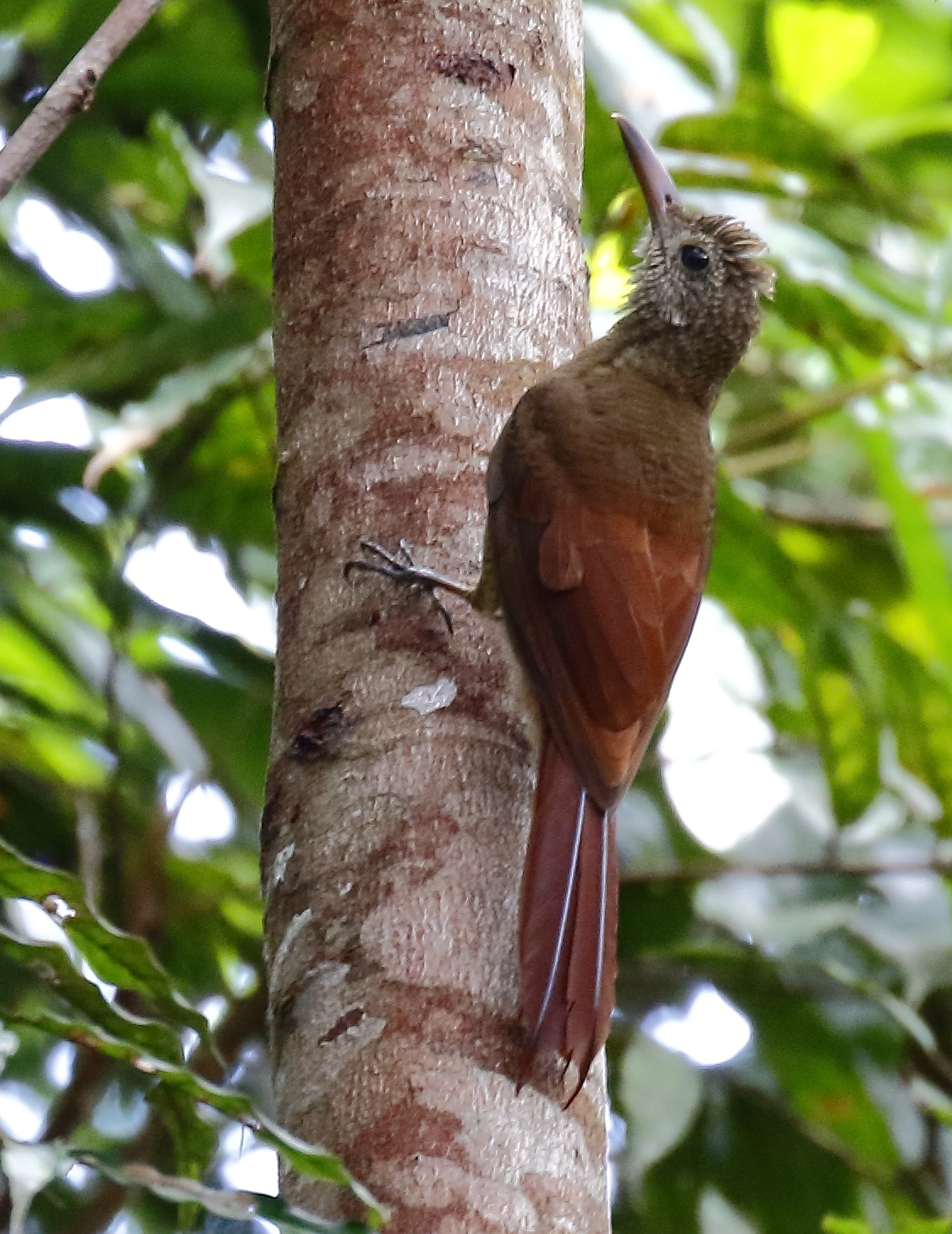
Dendrocolaptes certhia juruanus, Careiro, Amazonas, Brasil.
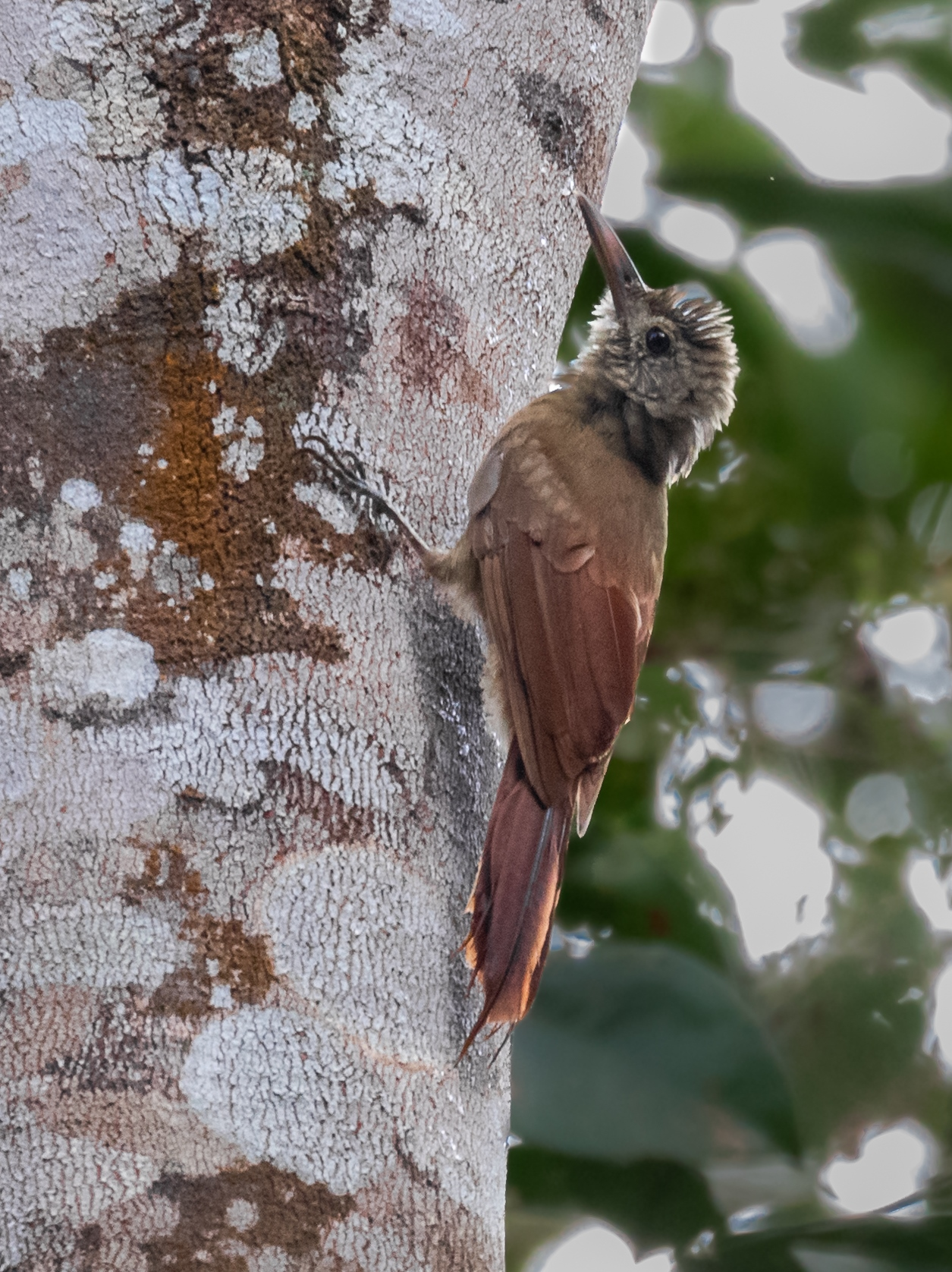
Dendrocolaptes certhia concolor, Pimenteiras d'Oeste, Rondônia, Brasil.
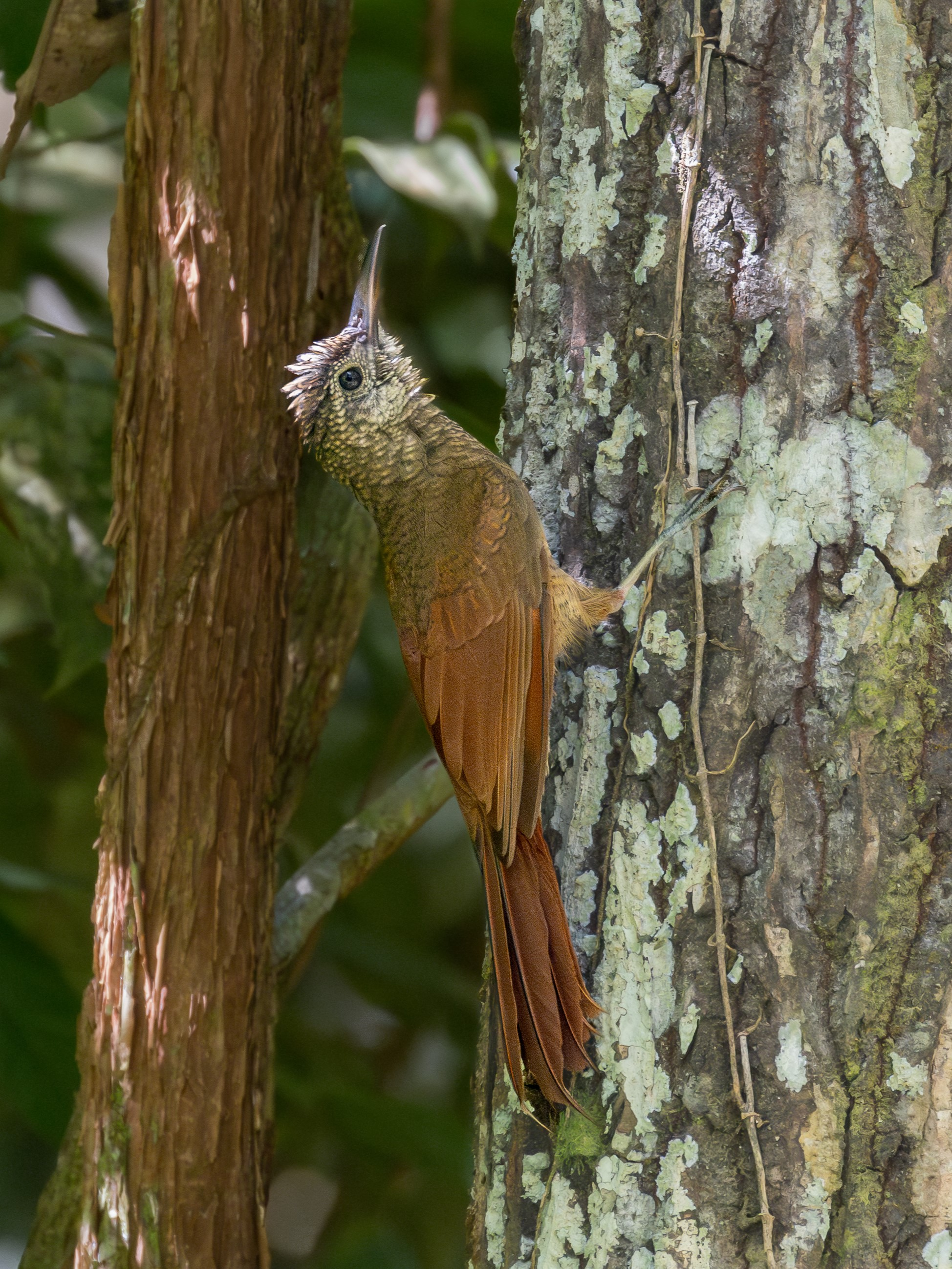
Dendrocolaptes certhia medius, Acará, Pará, Brasil.
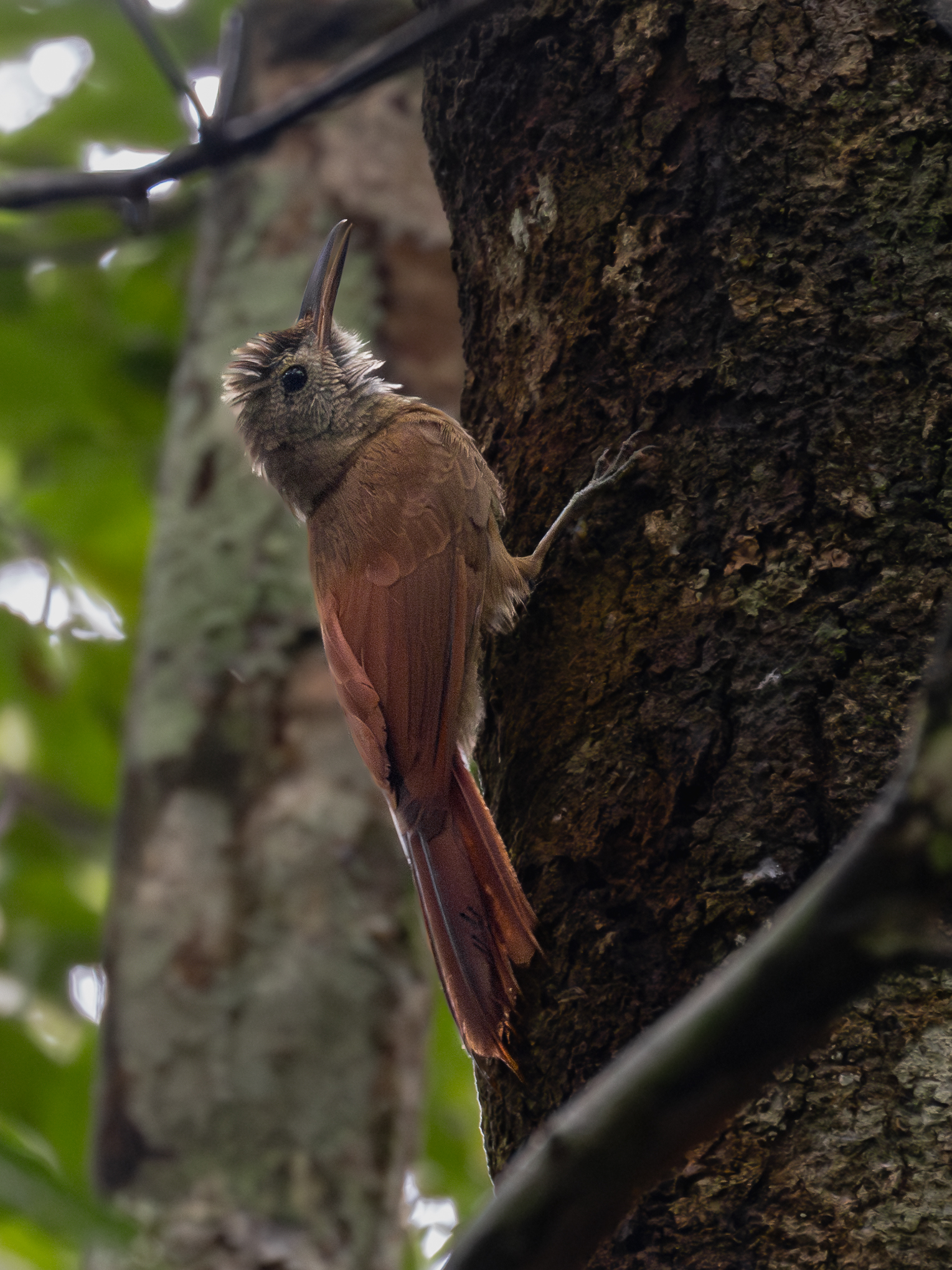
Dendrocolaptes certhia ridgwayi, Novo Progresso, Pará, Brasil.